# Carassius auratus auratus
Carassius auratus auratus – nominatywny podgatunek karasia chińskiego (Carassius auratus), nazywany czasem karasiem złocistym, a w akwarystyce złotym karasiem, protoplasta popularnych ryb akwariowych hodowanych na całym świecie w wielu odmianach, powszechnie określanych wspólną nazwą – złota rybka. Jest również wykorzystywany jako gatunek doświadczalny.

## Klasyfikacja i nazwy zwyczajowe
Klasyfikacja biologiczna ryb z rodzaju Carassius jest ciągle przedmiotem badań taksonomów. Kwestię nazewnictwa naukowego w istotny sposób komplikuje decyzja Międzynarodowej Komisji Nomenklatury Zoologicznej z 2003 roku (Opinion 2027, Case 3010), która na podstawie ówczesnej wiedzy uznała Carassius auratus za udomowioną formę dziko występującego Carassius gibelio. Dotychczasowe badania nie wyjaśniły jednak filogenezy ryb z rodzaju Carassius. Wśród badaczy nie ma zgody w kwestii uznania poszczególnych gatunków z tego rodzaju oraz podgatunków karasia złocistego. Według wielu autorów Carassius auratus auratus (a dokładniej, sporadycznie występujące w naturze osobniki o żółtawym ubarwieniu, w Chinach określane nazwą ‘chi’) jest udomowioną formą karasia chińskiego (złocistego), inni uważają, że jest to podgatunek nadal występujący w naturze, introdukowany na całym świecie i hodowlany. Badania genetyczne wskazują na to, że azjatyckie odmiany złotych rybek wywodzą się od jednej, chińskiej populacji Carassius auratus. 
Polska nazwa zwyczajowa tego podgatunku jest również dyskusyjna, ponieważ jego filogeneza nie została poznana. Pierwotny zasięg występowania tego karasia jest trudny do ustalenia ze względu na dużą zmienność cech morfologicznych, podobieństwo do karasia srebrzystego (Carassius gibelio – traktowanego dawniej jako podgatunek karasia chińskiego, z którym jest często mylony) oraz ze względu na skomplikowane metody rozrodu, w tym możliwość hybrydyzacji w warunkach naturalnych.
W polskojęzycznej literaturze ichtiologicznej i akwarystycznej za protoplastę złotych rybek podawano zarówno karasia złocistego, jak i karasia srebrzystego, przy czym przypisywano im różne nazwy naukowe: Carassius auratus auratus (jako karaś chiński, karaś złocisty, złota rybka, podawano też nazwy różnych odmian złotej rybki), Carassius auratus (karaś srebrzysty chiński, złota rybka), Carassius auratus gibelio (japończyk, karaś japończyk i karaś srebrzysty), a nawet Carassius carassius. Częstą praktyką jest przypisywanie złotej rybce naukowej nazwy podgatunku Carassius auratus auratus. W starszych wydaniach złota rybka opisywana była jako gatunek Carassius auratus, „przez niektórych autorów (...) uważana jest za mutanta karasia srebrzystego”.

## Występowanie
Carassius auratus auratus zasiedla rzeki, jeziora, stawy i rowy z bogato rozwiniętą roślinnością. Preferuje chłodniejsze wody. Występuje w warunkach naturalnych w Azji Środkowej, Chinach i Japonii. Został introdukowany w wielu krajach świata. Niektóre z nich po introdukcji stwierdziły na swoim terenie intensywny rozwój tej ryby.

## Budowa

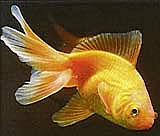
Odmiana hodowlana karasia chińskiego – złota rybka

Ciało walcowate, lekko bocznie spłaszczone, o różnorodnym ubarwieniu: od oliwkowobrązowego przez srebrzyste i złote do kremowobiałego. Przeciętnie osiąga długość około 10 cm, maksymalnie dorasta do 32 cm długości standardowej (SL).
Odmiany hodowlane występują w różnorodnych kombinacjach wielu kolorów i deseni.

## Tryb życia
Żywi się planktonem, bezkręgowcami żyjącymi w strefie przydennej, pokarmem roślinnym oraz detrytusem. Ikra jest składana na zanurzonych w wodzie częściach roślin.

## Znaczenie gospodarcze
Karasie złociste od dawna były przez ludzi traktowane jako ryby konsumpcyjne. W Chinach przenoszono je z ich naturalnych siedlisk do małych zbiorników wodnych w sąsiedztwie domostw, gdzie były przechowywane żywe w celu spożycia w późniejszym okresie. W sprzyjających warunkach mogły się rozmnażać. Przypuszcza się, że w ten sposób mogło dojść do domestykacji tych ryb, a w kolejnym etapie do celowej ich hodowli. 
Współcześnie w wielu krajach całego świata hoduje się wiele odmian tego podgatunku w celach handlowych i hobbystycznych. Niektóre są chętnie wykorzystywane przez badaczy w badaniach naukowych, m.in. w biologii komórki, immunologii, endokrynologii, ewolucji molekularnej i genomice porównawczej, neurobiologii oraz w badaniach nad uczeniem i zapamiętywaniem.